# Hilde Ferber

Das Johannesfenster der Kirche St. Markus in Hamburg-Hoheluft-Ost

Hildegard Marianne Antonie Ferber (* 13. Oktober 1901 in Wetzlar; † 21. Juli 1967 in Rotenburg an der Fulda) war eine deutsche Glasmalerin, Kunsterzieherin und Religionspädagogin.

## Leben
Hilde Ferber wurde 1901 als erstes Kind des Wetzlarer Anstreichermeisters Christian Ferber und dessen Frau geboren. Ferber besuchte das Wetzlarer Lyzeum, an das sie im Referendariat noch einmal zurückkehrte. Zum 1. Oktober 1925 wurde Ferber als Oberlehrerin für Kunsterziehung an der Auguste-Viktoria-Schule in Bielefeld angestellt.
Entscheidend für ihr künstlerisches Werk war 1934 die Begegnung mit Wilhelm Stählin und der Berneuchener Bewegung, der sie fortan angehörte. Ferber absolvierte die Ausbildung zur Religionspädagogin und unterrichtete ab dem 1. Oktober 1937 an der Höheren Knaben- und Mädchenschule in Treysa. Als Studienrätin kehrte Hilde Ferber 1954 nach Bielefeld zurück und war bis zu ihrem Ruhestand 1962 am Ceciliengymnasium Bielefeld tätig.
Ihre Glasfenster gestaltete sie in gegenständlicher und abstrakter Form. Seit Mitte der 1950er-Jahre arbeitete sie vorwiegend in der Grisaille-Technik, setzte sich aber auch mit Betonglas auseinander. Daneben schuf Hilde Ferber zudem Temperabilder, Aquarelle, Landschaftsbilder und Porträts.
Hilde Ferber wurde auf dem Friedhof von Imshausen beerdigt. In der Wetzlarer Kernstadt trägt heute eine Straße den Namen Hildegard-Ferber-Straße.

## Werke (Auswahl)
Insgesamt hat Ferber in über 70 Kirchen, zumeist mehrere, Glasfenster gestaltet. Nach Entwürfen von Hilde Ferber finden sich Glasfenster unter anderem in folgenden Kirchen:
- Bad Oeynhausen-Oberbecksen, ev.-luth. Kirche
- Bad Oeynhausen-Werste, ev.-luth. Versöhnungskirche
- Bad Sooden-Allendorf, ev. Kirche St. Marien: Apsisfenster, 1955
- Bielefeld, Cecilien-Gymnasium
- Bielefeld, ev. Jakobuskirche
- Bielefeld, ev. Johanniskirche
- Bielefeld-Eckhardtsheim, ev. Eckhardtskirche
- Bielefeld-Windelsbleiche, ev. Christuskirche
- Bringhausen, ev. Kirche: vier Fenster, 1955/56
- Bünde-Muckum, ev.-luth. Adventskapelle
- Diemerode, ev. Kirche: 1 Fenster, 1952
- Duisburg-Ungelsheim, ev. Auferstehungskirche: komplette Verglasung, ca. 1956
- Eiterhagen, ev. Kirche: 3 Fenster, vor 1969
- Elbersdorf, ev. Kirche: 3 Fenster, um 1960
- Hagen-Ernst, ev.-luth. Erlöserkirche
- Hergershausen, ev. Kirche: Ost-Fenster, 1953
- Heyerode, ev. Kirche: Ost-Fenster, 1952
- Klein-Aschen (Ostwestfalen), ev. Kirche: mehrere Fenster, 1957
- Körle, ev. Kirche: 12 Fenster, vor 1969
- Lienen-Kattenvenne, ev. Kirche
- Lippstadt-Bad Waldliesborn, ev. Friedenskirche
- Lübbecke, ev.-luth. Andreaskirche
- Lübeck, ev. St. Thomaskirche: Rundfenster, ca. 1951
- Lienen-Kattenvenne, ev. Kirche: 2 Fenster, ca. 1955
- Lippstadt-Bad Waldliesborn, ev. Kirche: mehrere Fenster, ca. 1957/58
- Obersuhl, ev. Kirche: 1 Fenster, 1953
- Pfaffenhausen, ev. Kirche: 1 Fenster, 1952
- Rodenbach bei Hanau, ev. Kirche: 2 Fenster mit je 5 Bilder zur Passions- und Ostergeschichte, 1956
- Schenklengsfeld, ev. Mauritiuskirche: 2 Fenster, 1954/55
- Spenge-Hücker-Aschen, ev.-luth. Kirche
- Steinfurt-Borghorst, ev. Kirche: 9 Fenster, ca. 1958/59
- Werne, ev. Martin-Luther-Kirche
- Wetzlar, ev. Gnadenkirche: Weinstockfenster, ca. 1955